# Tuplice (gromada)
Tuplice – dawna gromada, czyli najmniejsza jednostka podziału terytorialnego Polskiej Rzeczypospolitej Ludowej w latach 1954–1972.
Gromady, z gromadzkimi radami narodowymi (GRN) jako organami władzy najniższego stopnia na wsi, funkcjonowały od reformy reorganizującej administrację wiejską przeprowadzonej jesienią 1954 do momentu ich zniesienia z dniem 1 stycznia 1973, tym samym wypierając organizację gminną w latach 1954–1972.
Gromadę Tuplice z siedzibą GRN w Tuplicach utworzono – jako jedną z 8759 gromad na obszarze Polski – w powiecie żarskim w woj. zielonogórskim na mocy uchwały nr V/30/54 WRN w Zielonej Górze z dnia 5 października 1954. W skład jednostki weszły obszary dotychczasowych gromad Tuplice, Cielmów, Gręzawa, Chełmica, Jagłowice i Łazy ze zniesionej gminy Tuplice w tymże powiecie.
13 listopada 1954 (z mocą wstecz od 1 października 1954) gromada weszła w skład nowo utworzonego powiatu lubskiego w tymże województwie, gdzie ustalono dla niej 18 członków gromadzkiej rady narodowej.
Gromada przetrwała do końca 1972 roku, czyli do kolejnej reformy gminnej. 1 stycznia 1973 – tym razem w powiecie lubskim – reaktywowano gminę Tuplice (od 1999 gmina Tuplice znajduje się ponownie w powiecie żarskim).